# 舟入川口町停留場
舟入川口町停留場（日语：／ Funairi-kawaguchi-cho teiryūjō */?），又稱舟入川口町電車站，是位於廣島縣廣島市中區舟入川口町，廣島電鐵江波線的電車站。車站編號為E4。

## 歷史
此電車站是在1944年（昭和19年）6月，江波線舟入本町至舟入南町之間開通之際啟用。但是，在電車站啟用1年後的1945年（昭和20年）2月，電車站暫停營業。在半年後的同年8月6日，廣島市被投下原子彈，使江波線全線不能通行。在2年後的1947年（昭和22年），此電車站重開。
- 1944年（昭和19年）6月20日 - 江波線舟入本町至舟入南町之間開通[1]。此站啟用[2]。
- 1945年（昭和20年）2月1日 - 電車站暫停營業[2]。
- 1947年（昭和22年）11月1日 - 電車站恢復營業[2]。
- 2008年（平成20年）3月 - 進行月台延長工程，使此電車站可容納接掛電車。
- 2013年（平成25年）
  - 2月15日 - 9號線路線從八丁堀延長至江波，9號線開始停靠此電車站。
  - 3月18日 - 電車站翻新工程完成[3]。

## 電車站構造
電車站是建造在共用行車道上。電車站設有2面2線的相對式低地台月台，路線向南北兩邊延伸。電車站東邊是江波方向的下行月台，西邊是土橋方向的上行月台。
月台可容納接掛電車。電車站鄰近廣島市立舟入高等學校，因此此站較多乘客使用。在2013年（平成25年），電車站進行改善工程，當中把月台上蓋延長20米，以及擴寬月台。

### 運行系統
此電車站是江波線電車站之一。6、8、9系統會駛入此站。
| 上行月台 | 6號線                 | 前往廣島站 |
| 上行月台 | 8號線                 | 前往橫川站 |
| 上行月台 | 9號線                 | 前往白島   |
| 下行月台 | 6號線 · 8號線 · 9號線 | 前往江波   |

## 電車站周邊
電車站附近都是住宅區。從電車站向西邊步行一段距離可到達天滿川，向東邊步行一段距離可到達舊太田川（本川）。
- 廣島市立舟入高等學校（日语：広島市立舟入高等学校）
- 廣島市立舟入小學
- 紅葉銀行舟入分店
- 舟入第二公園
- 廣島舟入川口郵局

## 相鄰電車站
廣島電鐵
■江波線
舟入幸町（E3）－舟入川口町（E4）－舟入南（E5）

## 注腳
1. 1 2 3 4  長船友則. . JTB Can Books. JTB出版. 2005: 150–157. ISBN 4-533-05986-4 （日语）.
2. 1 2 3 4 5  今尾惠介（監修）. . 11 中国四国. 新潮社. 2009: 38. ISBN 978-4-10-790029-6 （日语）.
3. 1 2  . 広島電鉄.   [2016-10-10]. （原始内容存档于2020-11-30） （日语）.
4. 1 2  川島令三. . 【図説】 日本の鉄道. 第7巻 広島エリア. 講談社. 2012: 15・84頁. ISBN 978-4-06-295157-9 （日语）.
5. ↑  川島令三.  中国篇 2. 草思社. 2009: 103・108頁. ISBN 978-4-7942-1711-0 （日语）.

## 外部連結
- 舟入川口町 | 電車情報：電停指南 （页面存档备份，存于）（日語） - 廣島電鐵